# Golfo de Patras
El golfo de Patras (griego: Πατραϊκός Κόλπος Patraikós Kólpos) es un brazo del mar Jónico.

## Geografía
Al este, está cerrado por el estrecho de Rion entre los cabos Río y Antírio, cerca del puente de Río-Antírio. Al oeste, delimita con una línea imaginaria desde la isla Oxeia al cabo Araxos. Tiene 40–50 km de longitud, 10–20 km de anchura y una superficie de 350–400 km². El puerto de Patras está al sureste y es el principal puerto del golfo. De él parten, transbordadores hacia Ancona y Brindisi en Italia, con escala en Cefalonia. Mesolongi también tiene un puerto. Hay playas al sur, este y parte del norte. Los viejos puertos de Río y Antírrio están en el este del golfo. Es rico en pesca.
Tres batallas denominadas batalla de Lepanto fueron disputadas en este golfo: la de 1499, la de 1500 y la más célebre y conocida de 1571, aunque Lepanto está en el golfo de Corinto.

## Ciudades
- Rio al este
- Patras
- Paralia, al sureste
- Roitika, al sureste
- Monodendri, al sureste
- Tsoukouleika,oukouleika, al sur
- Alissos, al sur
- Alykes, al norte de Kato Achaia
- Ioniki Akti, al sur
- Mavry Myti, al suroeste
- Cabo Araxos, al suroeste
- Laguna de Mesolongi, al noroeste
- Mesolongi, al norte
- Antírio, al noreste

## Ríos tributarios
- Desde el norte:
  - río Aqueloo
  - río Eveno
- desde el sur:
  - río Caradro
  - río Glavkos (montañas Panacaico al sur de Patras)
  - río Peiros

- Datos: Q934883
- Multimedia: Gulf of Patras / Q934883